# Monastero di Santa Scolastica

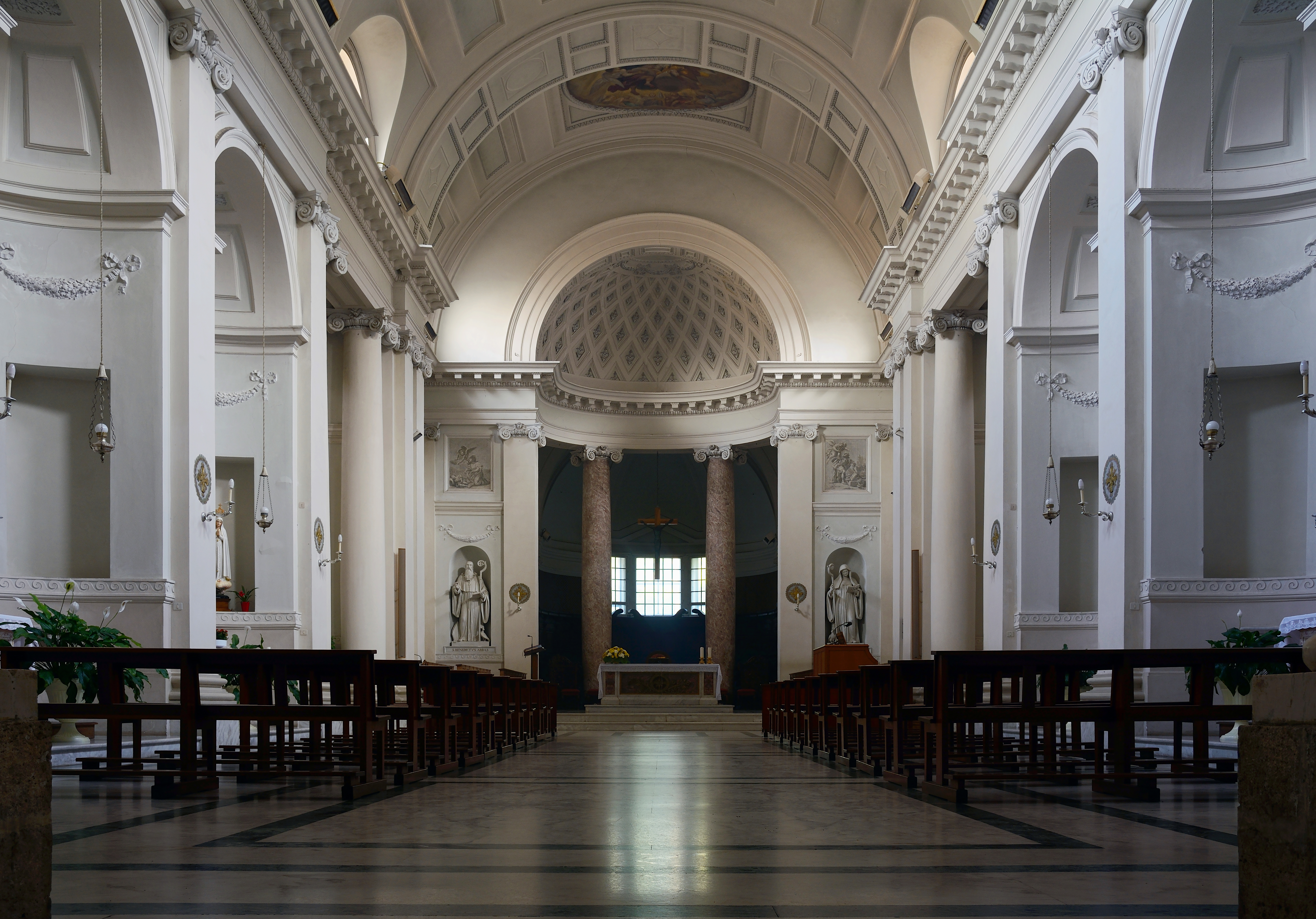
L'interno della cattedrale di Santa Scolastica

Il monastero di Santa Scolastica è uno dei monasteri fondati a Subiaco da san Benedetto da Norcia; al suo interno si trova la cattedrale di Santa Scolastica, sede dell'abate ordinario dell'abbazia territoriale di Subiaco.

## Storia

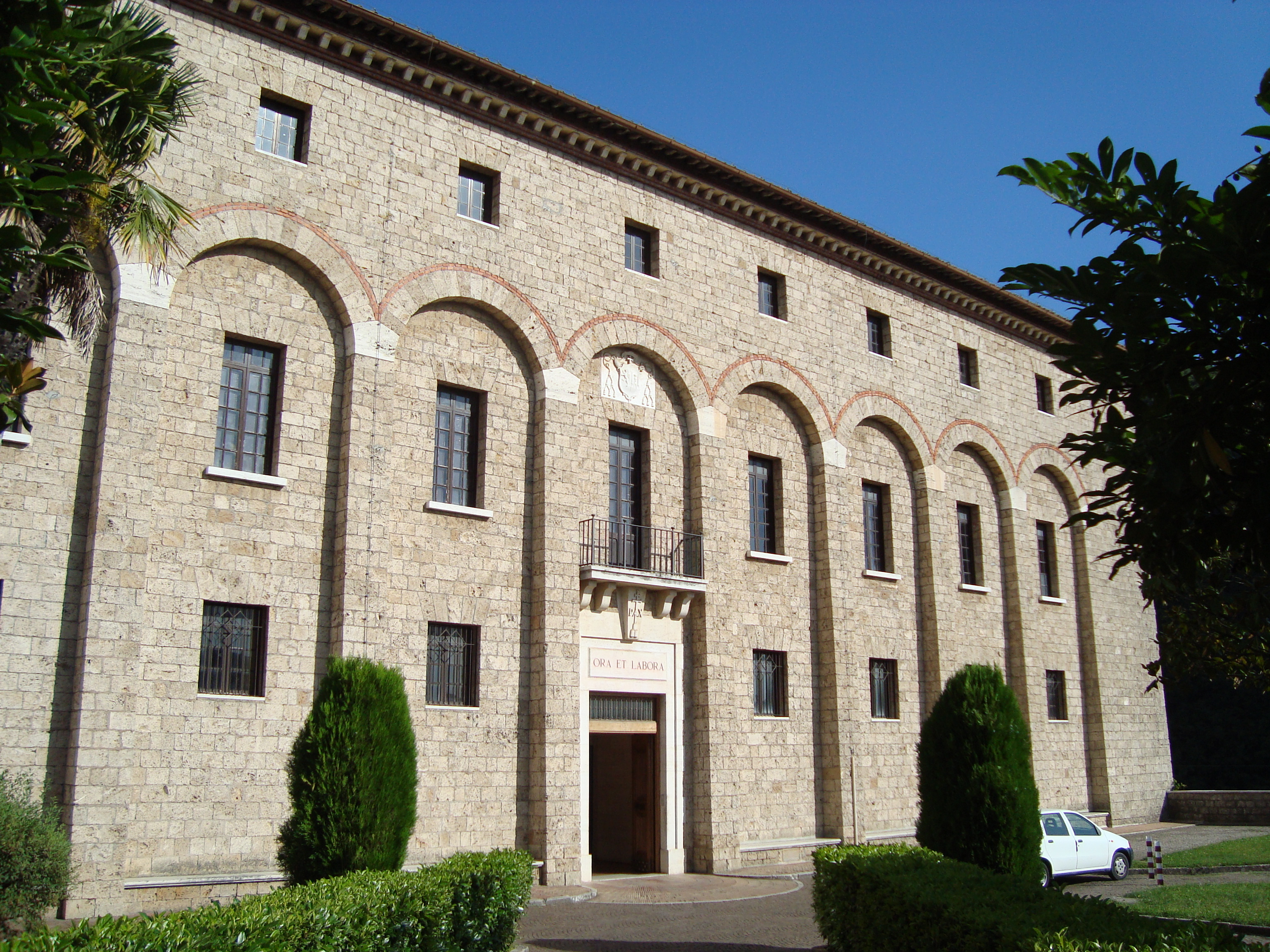
Entrata Abbazia Santa Scolastica

Santa Scolastica è uno dei 12 monasteri fondati a Subiaco da san Benedetto da Norcia, il più vicino a quello di San Clemente, dove dimorava lo stesso Benedetto, ed essendo stato fondato attorno all'anno 520 è il più antico d'Italia seguito da quello di Montecassino, e il più antico monastero benedettino al mondo. Fu probabilmente ricavato da edifici appartenenti alla vicina villa di Nerone.
Sorto con il titolo di San Silvestro, aggiunse presto al titolo primitivo quello di San Benedetto e Santa Scolastica (nel Liber pontificalis del pontificato di papa Leone IV è ricordato sotto l'invocazione di questi tre santi), ma dopo il XV secolo venne chiamato solo Santa Scolastica.
Devastata dai saraceni nel IX secolo, fu restaurata grazie al sostegno di papa Gregorio IV e papa Leone IV. La chiesa romanica fu consacrata da papa Benedetto VII il 4 dicembre 980, il campanile fu eretto nel 1052 e il chiostro cosmatesco fu fatto realizzare dall'abate Lando nella prima metà del Duecento.
Tra il X secolo e il XIII secolo il monastero acquistò grandi beni grazie alle donazioni di sovrani ed ecclesiastici, divenendo uno dei feudi più potenti dello Stato pontificio.
Nel 1276 la Santa Sede si riservò il diritto di eleggere gli abati di Subiaco, ma nel 1456 papa Callisto III la lasciò cadere nel regime della commenda: furono abati commendatari Juan de Torquemada, Rodrigo Borgia (che fece riedificare la rocca abbaziale), Antonio e Francesco Barberini, Giovan Angelo Braschi. La commenda fu soppressa da papa Pio X nel 1915 (bolla Coenobium sublacense) e l'abbazia fu riportata al diritto comune delle abbazie nullius.
Dopo il 1770 la chiesa abbaziale fu rifatta in forme neoclassiche su progetto di Giacomo Quarenghi.
Appartenente alla congregazione cassinese dal 1514, nel 1850 fu assegnata all'abate Pietro Francesco Casaretto che vi introdusse la sua riforma da cui ebbe inizio la congregazione che prese poi il nome di Sublacense, oggi Sublacense Cassinese.
Bombardato durante la seconda guerra mondiale il 23 maggio 1944, il monastero fu poi restaurato.